# Tulijärvi-Makubergen
Tulijärvi-Makubergen este o arie protejată (arie specială de conservare — SAC, sit de importanță comunitară — SCI) din Finlanda întinsă pe o suprafață de 47 ha, integral pe uscat.

## Localizare
Centrul sitului Tulijärvi-Makubergen este situat la coordonatele 60°10′10″N 23°39′31″E / 60.1694°N 23.6586°E.

## Înființare
Situl Tulijärvi-Makubergen a fost declarat sit de importanță comunitară în august 1998 pentru a proteja 1 specie de plante și 1 specie de animale. Situl a fost protejat și ca arie specială de conservare în aprilie 2015.

## Biodiversitate
Situată în ecoregiunea boreală, aria protejată conține 5 habitate naturale: Lacuri și iazuri distrofice naturale, Mlaștini turboase de tranziție și turbării mișcătoare, Mlaștini alcaline, Taiga vestică, Păduri caducifoliate de mlaștină fino-scandinave.
La baza desemnării sitului se află mai multe specii protejate:
- plante (1): Hamatocaulis vernicosus
- mamifere (1): veveriță zburătoare siberiană (Pteromys volans)